# Smernice za primenu Kodeksa novinara Srbije u onlajn okruženju
Smernice za primenu Kodeksa novinara Srbije u onlajn okruženju je dokument je podeljen na poglavlja koja prate strukturu Kodeksa novinara Srbije. Primenjuje se na medije i kanale komunikacije u odnosu na koje Savet za štampu u skladu sa svojim Statutom ima nadležnost, ali i na druge subjekte koji se bave novinarstvom u najširem smislu a koji su spremni da prihvate nadležnost Saveta za štampu. Iako je Kodeks novinara Srbije podjednako primenjiv na sve medije, bez obzira na način njihovog plasiranja, neophodno je dati odgovarajuće tumačenje i smernice u cilju uspešne i pravilne primene profesionalnih standarda i u onlajn okruženju. 

## Sadržaj Smernica
Smernice sadrže preporuke za snalaženje novinara u određenim okolnostima i omogućavaju jasnije razlikovanje urednički oblikovanih medijskih sadržaja od onih koje stvaraju korisnici, poput komentara ili propagandnih sadržaja. Smernice se odnose na tradicionalne štampane medije sa onlajn izdanjima, ali su primenljive i na druge forme izražavanja na internetu, gde se na različitim platformama plasiraju urednički oblikovani medijski sadržaji. Poenta je da Savet za štampu, kao samoregulatorno telo, reši probleme uočene u praksi. Kodeks se bavi većinom tih pitanja ali se pokazalo da pravila treba dodatno razraditi.
Smernicama je inače preporučeno onlajn medijima i izdanjima, nezavisno od vrste moderacije koju koriste, da izrade pravila objavljivanja korisnički stvorenog sadržaja, odnosno komentara, u kojima će jasno navesti koje vrste sadržaja ne dozvoljavaju na svojim kanalima komunikacije. Onlajn medijima i izdanjima preporučeno je i da u skladu sa svojim tehničkim mogućnostima, razviju sistem obaveštavanja korisnika o tome zašto određeni korisnički sadržaj nije objavljen (prethodna moderacija), odnosno zašto je određeni korisnički sadržaj uklonjen (naknadna moderacija). U ovom dokumentu su su praktična uputstva za svako od deset poglavlja Kodeksa, poput nedozvoljenosti fabrikovanja digitalnih tragova ili naknadne izmene već objavljenog sadržaja, pravila za ispravku i odgovor sa konkretnim predlozima kako ih objaviti, postupanja sa sadržajem koji generišu korisnici.

## Dopuna Smernica
Savet za štampu je dopunio Smernice 2021. godine. U Srbiji postoji više od hiljadu onlajn medija i za njih su smernice od izuzetnog značaja, ali su takođe važne i za one delove redakcija koji su zaduženi za društvene mreže, kao i sve one građane koji preko društvenih mreža prikupljaju određenu publiku i objavljuju sadržaj, a one koje nazivamo influenserima. Smernice nisu samo za novinare, već i za tehnička lica i urednike, a bitno je da ih svi proučavaju kontinuirano kako bi svoj rad na taj način usaglašavali sa smernicama, što bi dovelo do smanjenja rizičnih situacija.
Izmenjene Smernice za primenu Kodeksa novinara u onlajn okruženju mogu da se primenjuju na tradicionalne medije i njihove portale, ali i na onlajn medije u Srbiji i sve građane koji objavljuju neki sadržaj. U novim smernicama ističe se neophodnost zaštite korisnika od klikbejtova, objašnjava korišćenje embedovanih sadržaja, podvlači važnost jasnog obeležavanja promo sadržaja. Jedna od važnih dopuna Smernica tiče se i prava na zaborav, jer je neophodno je da se napravi razlika između povlačenja teksta i povlačenja podataka o ličnosti. Ako postoji javni interes tekst ostaje, a povlače se podaci o ličnosti.
Novinari su uvek dužni da poštuju etičke standarde profesije kada nastupaju na društvenim mrežama, bez obzira na to da li govore u ime medija ili svoje ime.

## Najveći problemi: komentari i preuzimanje sadržaja
Nakon sprovedene analize primene Smernica za primenu Kodeksa novinara Srbije u onlajn okruženju u 70 medija Savet za štampu je uočio da je među najvećim problemima za  medije, a naročito male onlajn medije, predstavljaju korisnički komentari i preuzimanje medijskog sadržaja. Pošto mali mediji ne raspolažu resorsima da sami angažuju medijske stručnjake i pravnike, ponuđena su moguća rešenja za uočene probleme.
Jedna od velikih prednosti onlajn medija jeste upravo mogućnost da čitaoci izraze svoje mišljenje o temama, pitanjima i događajima o kojima mediji izveštavaju. Pošto je očekivano da ovakva vrsta dvosmerne komunikacije sa čitaocima izazove brojne kontroverze i velik broj komentara neprimerenog sadržaja, pa čak i onog koji pravni okvir Srbije tretira kao nezakonit portali pristupaju komentarima sa velikim oprezom. U poslednjih nekoliko godina dosta medija širom sveta odlučilo je da ukine direktne komentare čitalaca na tekstove jer nisu mogli da se izbore sa velikim brojem problematičnih komentara, koji su potencijalno mogli da dovedu do pravne odgovornosti tih medija.
S obzirom na to da brzinu širenja informacija, kao i neprestanu trku ko će prvi objaviti neku vest, dešava se da onlajn mediji često ishitreno preuzimaju informacije od drugih, bez provere i poštovanja autorstva medija koji je prvobitno objavio informaciju. Tehnike za kopiranje sadržaja su sa razvojem tehnologije pojednostavljene i ubrzane, pa je danas za kopiranje čitavog teksta sa nekog portala dovoljno svega nekoliko sekundi i dve komande. 
Zbog uočenih problema napravljen je Priručnik za prilagođavanje pravila potrebama onlajn medija koji nudi modele pravila za upravljanja komentarima i za korišćenje medijskoh sadržaja. Mediji mogu besplatno da preuzmu predložena rešenja, da ih prilagode svojim potrebama.

## Modeli pravila
Ponuđeni modeli pravila za upravljanja komentarima
- Premoderacija
- Postmoderacija

Ponuđeni modeli pravila za korišćenje medijskoh sadržaja  
- Preuzimanje sadržaja isključivo uz dozvolu
- Slobodno preuzimanje sadržaja bez dozvole
- Slobodno preuzimanje sadržaja bez dozvole pod određenim uslovima

## Spoljašnje veze
- Savet za štampu
- Kodeks novinara Srbije
- Smernice za primenu Kodeksa novinara Srbije u onlajn okruženju